# Тихоокеанская плита
Тихоокеа́нская плита́ — самая обширная литосферная плита, почти полностью сложенная корой океанического типа. Размер плиты и, соответственно, размер Тихого океана постепенно уменьшается.

## Строение
На юге дивергентная граница с Антарктической плитой проходит по Тихоокеанско-Антарктическому хребту.
На севере и западе Тихоокеанская плита погружается в зонах субдукции различного типа, формируя Алеутский жёлоб на севере, Курило-Камчатский жёлоб на северо-западе и Марианскую впадину на западе.
В середине восточной границы, в районе Калифорнии, плита движется на север вдоль Северо-Американской плиты, формируя трансформный разлом Сан-Андреас.

## Тектоника
- Скорость движения Тихоокеанской плиты составляет 5,5 см в год. При этой скорости Лос-Анджелес, расположенный на ней, окажется рядом с Сан-Франциско через 10 миллионов лет[1].

Тихоокеанская плита имеет внутреннюю Гавайскую горячую точку, которая сформировала Гавайские острова. Она уходит под Филиппинскую плиту и на стыке этих плит расположена Марианская впадина — глубочайшее место Мирового океана.